# Edgarit
Edgarit ist ein sehr selten vorkommendes Mineral aus der Mineralklasse der „Sulfide und Sulfosalze“ mit der chemischen Zusammensetzung FeNb3S6 und ist damit chemisch gesehen ein Eisen-Niob-Sulfid.
Edgarit kristallisiert im hexagonalen Kristallsystem und entwickelt meist undurchsichtige, tafelige Kristalle bis etwa 0,15 mm Größe und bronzegelber oder dunkelgrauer bis schwarzer Farbe mit einem metallischen Glanz auf den Oberflächen. Seine Strichfarbe ist schwarz.

## Etymologie und Geschichte
Erstmals entdeckt wurde Edgarit 1995 am Kaskasnjuntschorr (Каскаснюнчорр, englisch Kaskasnyunchorr) in den Chibinen auf der russischen Halbinsel Kola. Wissenschaftlich beschrieben wurde das Mineral durch Andrei Y. Barkov, Robert F. Martin, Yuri P. Men'shikov, Y. E. Savchenko, Yves Thibault und Kauko Veikko Olav Laajoki, die es nach dem Professor für Petrologie an der University of Western Ontario Alan D. Edgar (1935–1998) benannten, um seine Arbeit an alkalischen Gesteinen zu würdigen.
Das Typmaterial des Minerals wird im Royal Ontario Museum in Toronto, Canada, unter der Katalog-Nr. M46177 aufbewahrt.

## Klassifikation
Da der Edgarit erst 1995 als eigenständiges Mineral anerkannt wurde, ist er in der seit 1977 veralteten 8. Auflage der Mineralsystematik nach Strunz noch nicht verzeichnet.
Im Lapis-Mineralienverzeichnis nach Stefan Weiß, das sich im Aufbau noch nach dieser alten Form der Systematik von Karl Hugo Strunz richtet, erhielt das Mineral die System- und Mineral-Nr. II/D.07-020. In der „Lapis-Systematik“ entspricht dies der Klasse der „Sulfide und Sulfosalze“ und dort der Abteilung „Sulfide mit dem Stoffmengenverhältnis Metall : S,Se,Te < 1 : 1“, wo Edgarit zusammen mit Paxit eine unbenannte Gruppe mit der Systemnummer II/D.07 bildet (Stand 2018).
Die von der International Mineralogical Association (IMA) zuletzt 2009 aktualisierte 9. Auflage der Strunz’schen Mineralsystematik ordnet den Edgarit dagegen in die Abteilung der „Metallsulfide mit M : S = 3 : 4 und 2 : 3“ ein. Diese ist zudem weiter unterteilt nach dem genauen Stoffmengenverhältnis, so dass das Mineral entsprechend seiner Zusammensetzung in der Unterabteilung „M : S = 2 : 3“ zu finden ist, wo es als einziges Mitglied die unbenannte Gruppe 2.DB.25 bildet.
Auch die vorwiegend im englischen Sprachraum gebräuchliche Systematik der Minerale nach Dana ordnet den Edgarit in die Klasse der „Sulfide und Sulfosalze“ und dort in die Abteilung der „Sulfidminerale“ ein. Hier ist er als einziges Mitglied in der unbenannten Gruppe 02.11.13 innerhalb der Unterabteilung „Sulfide – einschließlich Seleniden und Telluriden – mit der Zusammensetzung AmBnXp, mit (m+n) : p = 2 : 3“ zu finden.

## Kristallstruktur
Edgarit kristallisiert in der hexagonalen Raumgruppe P6322 (Raumgruppen-Nr. 182) mit den Gitterparametern a = 5,77 Å und c = 12,19 Å sowie 2 Formeleinheiten pro Elementarzelle.

## Bildung und Fundorte
Edgarit bildet sich in feldspatreichen, fenitisierten Xenolithen in Foyait. Als Begleitminerale traten unter anderem Pyrrhotin, Markasit, Pyrit und Alabandin auf.
Außer seiner Typlokalität Kaskasnjuntschorr in den Chibinen ist bisher kein weiterer Fundort für Edgarit bekannt (Stand 2023).